# Економічна реформа 1965 року в СРСР
Економі́чна рефо́рма 1965 ро́ку в СРСР — система заходів у промисловості та сільському господарстві, яка передбачала запровадження елементів економічного регулювання. Їхня розробка та прийняття основних положень відбувалися з 1965 року за сприяння голови Ради міністрів СРСР Олексія Косигіна. В СРСР відома як Косигінська реформа (розм.), на Заході як реформа Лібермана (за іменем автора концепції реформи).

## Потреба і цілі реформ
Після усунення від влади Микити Хрущова в жовтні 1964 року економіка країни й надалі перебувала в стані кризи. Перед новим радянським керівництвом (у жовтні 1964 року першим секретарем ЦК КПРС було обрано Леоніда Брежнєва, а згодом головою Ради міністрів СРСР було призначено Олексія Косигіна) для його подолання було два можливих шляхи:
- радикальні реформи (тобто такі, що стосуються основ соціалістичного ладу, його характерних принципів);
- часткові реформи (які не стосувалися основ соціалістичного ладу і спрямовувалися на пом'якшення економічної кризи, але не були здатні подолати її в цілому).

Керівництво СРСР, розуміючи необхідність здійснення економічних реформ як таких, обрало другий шлях, що в підсумку і визначило їхній крах. Пріоритет в ініціюванні, розробленні та проведенні реформ належав голові Ради міністрів СРСР Олексієві Косигіну.
Передбачалося, що реформи забезпечать подолання традиційних для наявної моделі радянської економіки недоліків, основні з яких зводилися до такого:
- поглиблення диспропорцій у розвитку галузей господарства;
- збільшення капіталовкладень при їхній низькій віддачі;
- неефективне використання виробничих фондів;
- наявність великої кількості незавершених об'єктів у промисловому і цивільному будівництві;
- низька ефективність сільськогосподарського виробництва, значне відставання за темпами розвитку від промисловості всього аграрного сектору;
- невідповідність між зростанням зарплати і продуктивністю праці;
- масовий випуск товарів, що не знаходили збуту;
- відсутність дійсних матеріальних стимулів для підвищення продуктивності праці та якості продукції, що випускається.

## Сутність реформ

### Реформи в сільському господарстві
Перша з реформ, ініційована головою радянського уряду, зводилася до запровадження ряду невідкладних заходів щодо розвитку аграрного сектору економіки. Основні положення цієї реформи були прийняті в березні 1965 року на пленумі ЦК КПРС.
Їхня сутність зводилася до такого:
- збільшення капітальних вкладень у сільське господарство;
- розвиток матеріальної та соціальної бази села;
- зменшення планів з обов'язкового постачання основних видів сільськогосподарської продукції;
- підвищення закупівельних цін на сільськогосподарську продукцію;
- введення надбавок до цін на надпланову продукцію;
- введення гарантованої оплати праці колгоспників;
- скасування обмежень стосовно особистих підсобних господарств.

Перші кроки щодо здійснення реформи дали позитивні результати:
- оживилося сільськогосподарське виробництво, збільшилися постачання продовольства в міста, у селах з'явилося більше техніки, досить швидкими темпами будувалося житло й об'єкти соціально-культурного призначення.

Але з другого боку, збереглося централізоване планування і регламентація сільськогосподарського виробництва; не діяли економічні стимули для підвищення продуктивності праці та якості продукції, що випускалася; продовжувалося адміністрування і некомпетентне втручання партійного керівництва у справи колгоспів і радгоспів. Збільшувався апарат управління сільським господарством. He виправдалися надії на кооперування і спеціалізацію господарств. Хімізація і меліорація не дали очікуваних результатів.
У цілому негативні тенденції розвитку сільського господарства домінували над спробами його реформування.

### Реформи в промисловості
У вересні 1965 року (також на пленумі ЦК КПРС) були прийняті основні документи, спрямовані на реформування промисловості.
Основні положення реформ у промисловості зводилися до такого:
- оцінка діяльності промислових підприємств повинна була здійснюватися не за валовими показниками зробленої продукції, а за її реалізацією;
- скорочення обов'язкових планових показників, що доводилися до підприємств із центру, зміцнення їхнього госпрозрахунку, підвищення самостійності, збереження в розпорядженні підприємств більшої частини прибутку;
- ліквідація раднаргоспів і здійснення переходу від територіальної системи керівництва до галузевої (відновлення міністерств і відомств);
- реформи спрямовувалися на посилення економічного стимулювання і підвищення матеріальної зацікавленості трудових колективів у цілому й окремих трудящих.

На 1968 рік в СРСР на нові економічні умови діяльності перейшло близько 27 тисяч підприємств. Намітилося зростання продуктивності праці. Збільшувалися фонди суспільного споживання, почали вирішуватися деякі соціальні проблеми. Однак уже в 70-ті роки реформи в промисловості пішли на спад; сповільнилися темпи економічного зростання, розвиток промисловості здійснювався на екстенсивній основі.

## Причини краху реформ
- Здійснювані реформи у жодному разі не торкалися відносин власності і проводилися виключно в рамках командно-адміністративної системи;
- економічні реформи не були доповнені реформами політичної системи, а навпаки, проводилися в умовах згортання демократизації, що намітилася в другій половині 1950-х pp.;
- реформи здійснювалися партійно-господарським апаратом, сформованим ще в сталінську епоху, на основі характерних для нього адміністративно-командних методів керування;
- найважливіші завдання економічного розвитку вирішувалися переважно на екстенсивній, а не на інтенсивній основі;
- мілітаризація економіки і величезні потреби військово-промислового комплексу (ВПК) в умовах наростання на міжнародній арені гонки озброєнь відволікали величезні ресурси (фінансові, трудові та ін.), що катастрофічно відбивалося на реформаторській політиці й у підсумку зводило її нанівець.

Керівництво партії та країни одне за одним ухвалювало постанови, але вони не давали відчутних результатів.

## Наслідки реформ для України
У другій половині 1960-х економіка України розвивалася порівняно високими темпами. Виробництво промислової продукції за цей період зросло на 50 %, продуктивність праці в промисловості — на 28 %, національний дохід збільшився на 30 %. Підприємства здобули відносну самостійність, робітники, інженерно-технічні працівники і службовці стали відчувати зв'язок між якістю своєї праці та рівнем заробітної плати.
Однак уже на початку 1970-х дедалі чіткіше виявлялися негативні тенденції в економіці. Для України наслідки краху економічних реформ посилювалися насамперед тим, що республіка займала провідні позиції в СРСР за виробництвом промислової та сільськогосподарської продукції: в УРСР розміщувалась одна з найпотужніших виробничих і матеріально-технічних баз країни, тут були зосереджені найбільші в СРСР підприємства військово-промислового комплексу (ВПК).
Елементи госпрозрахунку в УРСР, як і в усій країні, жорстко придушувалися плановою економікою. Чим краще були результати роботи підприємств у поточному році, тим вищі планові показники ставилися йому в майбутньому. Економіка України й далі розвивалась екстенсивним шляхом за рахунок залучення нових джерел сировини і робочої сили. Швидко застарівали основні виробничі фонди. В умовах світової енергетичної кризи (1973-1975), коли значно збільшився експорт енергоресурсів із СРСР, левова частка всіх капіталовкладень стала направлятися на освоєння нових родовищ нафти і газу в Сибіру і на Крайній Півночі, а не на модернізацію виробництва. Зростала собівартість виробленої продукції, що призводило до значного зниження її конкурентоздатності на світовому ринку.
1970-ті — 1980-ті відзначені подальшим наступом центру на національні інтереси союзних республік. Союзні міністерства і відомства на свій розсуд використовували природні багатства і трудові ресурси України, монопольно вирішували питання капітального будівництва, асортименту продукції, що випускалася.
В Україні споруджувалися нові гірничо-збагачувальні, трубні, металургійні заводи та інші промислові гіганти. Нерідко вони будувалися за застарілими проєктами і технологіями, що призводило до забруднення навколишнього середовища. На Донбасі та Наддніпрянщині (особливо в Кривому Розі, Запоріжжі, Дніпропетровську, Дніпродзержинську, Донецьку, Жданові) рівень забруднення повітря набагато перевищував загальносоюзні показники. Інтенсивне будівництво хімічних комбінатів в Україні ще більш загострювали ці та інші проблеми. «Штучні моря» (Київське, Кременчуцьке та інші водоймища) поглинули близько 1 млн гектарів родючих земель. Протягом короткого часу без серйозних економічних обґрунтувань на основі застарілих технологій в УРСР було побудовано кілька атомних електростанцій, у тому числі в безпосередній близькості від великих міст (Київ, Запоріжжя та ін.).
Незважаючи на деякі позитивні тенденції, стрімко зростали проблеми в сільському господарстві України. Щорічний приріст продукції аграрного сектору в 1976-1980 роках становив тільки 1 %, замість запланованих 20 %. Як і раніше, пересічні колгоспники і робітники радгоспів були мало зацікавлені в результатах своєї праці. У 1970-х почався масовий відтік сільського населення України до міст.
Підприємства здобули відносну самостійність, робітники, інженерно-технічні працівники і службовці почали відчувати зв'язок між якістю своєї праці та рівнем заробітної плати.
Попри прогресивний задум економічних реформ, вони зазнали повного краху. Економіка України, як і всього Радянського Союзу, у 1970-1980-ті вступила в смугу системної кризи.